# フランシス・チャン
フランシス・チャン（Francis Chan, 1967年8月31日 - ）は、アメリカ合衆国におけるキリスト教プロテスタント福音派の牧師、著作家、説教者。カリフォルニア州シミバレーにおいて1994年に自身が創設したコーナーストーン・コミュニティ教会の元牧師。

## 生い立ち
1967年8月31日、香港において、父パクスム・チャン（陳柏森）、母ワン・ビン・ユイ（梅韻冰）の次男として生まれる。なお、彼の母親は出産の際に出血多量で死亡している。姉グレース、兄ポールがいる。
生まれてすぐに仏教徒の祖母のもとに預けられ、5歳の時にアメリカへ帰国する。この時期に父がエイミー・ロウと再婚し、異母妹のグロリアが生まれた。しかし、1976年、彼が8歳の時に継母を交通事故で失う。
その後さらに父親を12歳の時に癌で失い、唯一残ったのは叔母夫婦であった。しかし、その夫婦も彼が高校生の時に夫婦喧嘩がきっかけで叔父が妻を射殺、叔父もその直後に自殺した。
チャンは高校卒業後、マスターズ・カレッジで教養学士、ザ・マスターズ神学校で神学修士を取得した。

## 経歴
神学校卒業後、チャンはロサンゼルスにある教会で青年担当牧師の職についた。2009年のクリスチャニティ・トゥデイの記事によると、その当時の彼の生活はその宗教的価値観と全く一致しておらず、彼自身も「その時期は自分にとって罪深く、偽善に満ちていた最悪の時期だ。」と述べている。詳しい理由は説明していないが、彼は牧師の職を退き、レストランでウェイターとして働くようになった。

### コーナーストーン・コミュニティ教会
1994年、彼と妻のリサ、そしてその他30名が集まってコーナーストーン・コミュニティ教会を創設し、2ヶ月で100名が参加するようになった。その後も教会は成長し続け、2000年には1,600人収容の教会堂拡張許可を地元当局から取得した。そして、2008年1月の時点では、この教会はベンチュラ郡で最大の教会となった。
2008年に3ヶ月ほど教会を離れたのち、チャンはより多くの犠牲を神に対して払うべきだと考えるようになった。そして、収入の半分（教会からは給料を受け取っていない）と自身の著書の印税合わせて2,000万ドルを慈善事業に寄付した。さらに、2008年にはコーナーストーン・コミュニティ教会自体も予算の55％を慈善事業に寄付するようになった。
また、チャンは2004年から教会内のミニストリーとしてエターニティ・バイブル・カレッジを開始、のべ100名の生徒を受け入れている。また、2008年からはエクアドルでのプログラムも開始した。2009年には47名の生徒が卒業し、世界中へ派遣されている。
2010年4月18日、チャンはシミバレーのコーナーストーン教会の牧師を辞任することを発表した。

### その他の活動
2011年からはサンフランシスコへ引っ越し、「ウィー・アー・チャーチ」と言う名前で教会開拓を行っている。

## 私生活
妻のリサとは1994年に結婚し、2014年12月時点で7人の子供がいる。

## 著書
日本で翻訳版が発行されているもののみ。
- ダネイ・ヤンコスキー共著、越野グレース訳『クレイジーラブ』、いのちのことば社、2016年（Crazy Love: Overwhelmed by a Relentless God, 2008）